# Грегория
Грегория е византийска императрица, съпруга на император Константин III.

## Произход
Дъщеря е на Никита, първи братовчед на император Ираклий. Никита взема участие в бунта на Ираклий срещу император Фока. Баща ѝ е начело на войските, които през 608 г. нахлуват в Египет и се сражават срещу силите на Фока в тази провинция. Никита установява контрол над Египет през 610 г. На 5 октомври същата година Фока е свален от власт и е екзекутиран, а на престола се възкачва Ираклий.
След възшествието си Ираклий удостоява Никита с титлата патриций и го назначава за командир на гвардията си. Освен това бащата на Никита запазва контрол над Египет до 618 г., когато провинцията е завладяна от Сасинидската империя на Хосрой II. След загубата на Египет Никита става екзарх на Африка, длъжност, която заема до смъртта си през 628 – 629 г.

## Брак с Константин III
Грегория е сгодена за император Константин III, единствен син на император Ираклий и съпругата му Фабия-Евдокия. Константин е съимператор на баща си от 22 януари 613 г. Бракът между Грегория и Константин III е сключен около 629 – 630 г. По това време младоженецът е на седемнадесет години. Вероятно Грегория е почти на същата възраст. За сватбата тя пристига в Константинопол от Западен Пентаполис в провинция Киренайка, където са били владенията на баща ѝ. След брачната церемония Грегория става младша императрица, втора в йерархията след императрица Мартина (втората съпруга на Ираклий).
Император Ираклий умира на 11 февруари 641 г., а престолът е наследен от Константин III, който управлява като старши император заедно с полубрат си Ираклеон. Константин III обаче умира от туберкулоза между април и май същата година. През септември Ираклеон е свален от власт и е заменен от сина на Грегория, Констант II. Не е известно обаче каква роля изпълнява Грегория по време на управлението на сина си.

## Деца
Грегория и Константин III имат три деца:
- дъщеря, омъжена за сасанидския шахиншах Йаздигерд III
- Констант II
- Теодосий – екзекутиран по заповед на брат си през 659/653 г.